# Zabriskie Point (film)
A Zabriskie Point 1970-ben bemutatott színes, amerikai filmdráma. Michelangelo Antonioni első amerikai filmje világszerte heves vitákat váltott ki: témája és művészi eszközei miatt egyaránt lelkesedtek érte vagy éppenséggel ugyanezekért bírálták. Számos kritikus szerint a gyártó MGM miatt a film is tulajdonképpen annak a fogyasztói társadalomnak a része, amelyet oly hevesen támad. A mű egyébként annak idején anyagi bukás volt.

## A cselekmény
Gyűlés az egyetemen. Fehér és fekete diákok vitatkoznak a társadalmi különbségekről, a faji kérdésről, a forradalomról. Egyikőjük, Mark üres szócséplésnek tartja az egészet, cselekedni akar és távozik. Azzal az ürüggyel, hogy betolakodók ellen akarják megvédeni a házukat, Marknak és barátjának sikerül azonnal pisztolyt vásárolniuk egy rasszista fegyverkereskedőnél. Mark egy tüntetésen rá akar lőni az egyik rendőrre, akit célba is vesz, ám valaki más megelőzi. A rendőr összeesik, meghal. Mivel Markot gyanúsítják a gyilkossággal, menekülnie kell. Ellop egy sportrepülőgépet, és a Los Angeles-i sivatag irányába repül. Éppen arra autózik a fiatal Daria is, aki főnökéhez tart: a férfi egy nagyszabású projekten dolgozik, üdülőparadicsomot akarnak létrehozni a munkatársaival, persze a tehetősebbek számára. Mark repülőgépes mutatványaival előbb megrémíti a lányt, majd leszállás után megismerkednek, és együtt fedezik fel a sivatagi tájat. Egymásra találásuk rövid: a fiú elhatározza, hogy vállalja tette következményeit. Az időközben közösen átfestett géppel visszatér a városba. Daria folytatja autós útját a főnökéhez. Rádión értesül arról, hogy a landoló Markot a rendőrök agyonlőtték. A lány szótlanul járkál főnöke fantasztikus luxusvillájában, majd búcsú nélkül távozik, és elhajt a kocsijával. Valamivel távolabb megáll, visszapillant az álomvillára. Elképzeli, amint egy hatalmas robbanás megsemmisíti a pazar építményt, és a luxus jelképei szilánkokra robbanva szállnak a levegőben…

## Háttér-információk

### Zabriskie Point
A film címe egy létező földrajzi hely neve: a Zabriskie Point az Egyesült Államokban található Death Valley Nemzeti Park része. A helyet Christian Brevoort Zabriskie-ről nevezték el, aki a Pacific Coast Borax bányatársaság igazgatója volt. A Zabriskie Point lényegében egy szikla, ami a ritkán és váratlanul, de akkor viszont nagy mennyiségben érkező esőnek köszönhetően nyerte el furcsa, bordázott formáját.

### Előkészületi munka
Antonioni 1967 tavaszán és őszén is ellátogatott az Egyesült Államokba. Akkori élményei inspirálták a film elkészítésére: legfőbb tapasztalata ugyanis az volt, hogy a fiatalok – bár ők sem voltak egységesek – mennyire szemben állnak a régi Amerika erkölcseivel, és magukban hordozzák a változás lehetőségét. Tömören így foglalta össze amerikai tapasztalatait: pazarlás, ártatlanság, óriási méretek és szegénység. Ugyanakkor úgy találta, hogy Amerika folyamatos változásban van, ami a készülő film forgatókönyvének állandó átdolgozását tette szükségessé. A munkában eleinte részt vett Tonino Guerra is, de mivel nem beszélt angolul, nem tudott eredményesen bekapcsolódni a munkába. Távozása után Sam Shepard került Antonioni mellé: az ő munkája volt a dialógusok megírása. Franco Rossetti (Fred Gardner) feladata volt, hogy kapcsolatot teremtsen az egyetemista fiatalokkal, akik eleinte idegenkedve fogadták az egyik nagy hollywoodi stúdió megbízásából forgató Antonionit. A tulajdonképpeni forgatás ideje alatt is folyamatosan változott a forgatókönyv. A stáb például forgatott a hatalmas chicagói tömegtüntetésen is, felvették a tüntetők elleni brutális megtorlást is, de végül egyetlen kockát sem használtak fel ebből az anyagból. Az élmény hatására viszont – sokadjára – megint átírták a forgatókönyvet.

### Mark Frechette és Daria Halprin

Mark Frechette és Daria Halprin a filmben

A hitelesség érdekében Antonioni nem akart hivatásos színészeket a két főszerepre. Rengeteg jelöltet megnézett a különféle színistúdiókban. Daria Halprinre egy olyan filmben figyelt fel, amelyben a lány csupán táncolt. Egyébként akkoriban a Berkeley-i Egyetem néprajz szakos hallgatója volt. Mark Frechette egy bostoni ács volt, aki éppen egy underground lap szerkesztésével foglalkozott.
A film forgatása után Mark és Daria egy kaliforniai kommunába mentek, ahol két évig éltek. Halprin megismerkedett az akkor már jó nevű színész-rendező Dennis Hopperrel, akihez 1972-ben feleségül ment. A házasságból egy gyermek is született (Ruthana Hopper), de ennek ellenére a frigy 1976-ban felbomlott. Daria az 1970-es évek végén anyjával együtt megalapította a Tamalpa Institute nevű intézményt, és kidolgozta az ún. Halprin-eljárást, amely különféle mozgáselemek és gyógyászati módszerek kombinációja. Több könyvet is írt a témában.
Mark sorsa sajnos tragikusan alakult. A fiatalember 1973-ban bankrablásba keveredett, melynek során egyik társát a rendőrök lelőtték. Frechette 15 év börtönbüntetést kapott, és a börtönben halt meg tisztázatlan körülmények között 1975. szeptember 27-én. Az egyik verzió szerint szökni próbált, és agyonlőtték. A másik verzió szerint súlyemelés közben egy kb. 70 kilós súly a nyakára esett, amitől megfulladt.
Mark tragédiáját a külföldre emigrált magyar filmrendező, Magyar Dezső így idézte fel:

„Az első barátom például Mark Frechette, a Zabriskie Point főszereplője volt. Akartunk csinálni egy filmet, a Bűn és bűnhődés egy részletét adaptáltuk, mert úgy éreztük, Amerika igazi dosztojevszkiji világ. Mark kijelentette, hogy szerez pénzt a filmre Bostonban. Kétnaponként telefonált, s mindig azt mondta: a pénz már majdnem megvan. Egyik nap felhívott, hogy másnapra hozza az ötmillió dollárt. Óriási! Este néztem a tévét, egyszer csak azt mondja a bemondó, hogy talán emlékeznek még, hölgyeim és uraim, arra a fiatalemberre, ácsból lett színészre, Mark Frechette-re, aki Michelangelo Antonioni Zabriskie Pointjában játszott. Ma este fegyveres rablást követett el Bostonban, agyonlőtt két őrt, letartóztatták. Később 30 év börtönre ítélték. De a történetnek még nincs vége. A börtönben írt egy darabot a Watergate-botrányról, óriási sikerrel előadta a fegyencekkel. Kb. egy év múlva »szökés közben« lelőtték. Hát, ez is Amerika.” (Filmkultúra, 1987. március, 40. o.)

### A zene
Antonioni előző filmje, a Nagyítás (1966) esetében is fontos motívum volt a zene, Herbie Hancock munkája. Abban a filmben a Yardbirds is látható-hallható volt, bár Antonioni eredetileg a Velvet Undergroundot szerette volna megnyerni. A Zabriskie Point zenéjének megkomponálására a legendás Doorst kívánta felkérni, de végül nem sikerült megállapodniuk. A Doors helyére az akkoriban még kezdőnek számító Pink Floyd lépett. Richard Wright ekkor komponálta az Us and Them című szerzeményt (eredetileg zongorára), de Antonioni túl szomorúnak találta a dalt, és elutasította. A felvétel 5 évvel később az együttes The Dark Side of the Moon című lemezén kapott helyet. Noha általában a Zabriskie Point zenéjét a Pink Floydnak tulajdonítják, tudni érdemes, hogy a betétdalok előadói között megtalálható még például a Youngbloods, a Kaleidoscope, Jerry Garcia, Patti Page és a Grateful Dead is.

## Érdekességek
- Antonioni eredetileg tízezer párt kért a sivatagi szeretkezés jelenetének felvételéhez, és húsz kamerát akart használni. Végül kb. két tucat pár látható a film ominózus jelenetében.
- A film forgatását számos nehézség kísérte, egyes hivatalok és intézmények például kereken megtagadták az együttműködést Antonionival.
- Antonioni eredetileg egy olyan snittel akarta befejezni a filmet, amelyben egy repülőgép a „Fuck you, America!” mondatot írta volna az égbe. Az MGM elnöke, Louis F. Polk kivágatta ezt a képsort, más részekkel együtt. Polk utódja, James T. Aubrey visszahelyezte a filmbe az elődje által kivágott jeleneteket, ám Antonioni eredeti befejezését ő is elutasította.
- Éveken át az a hír járta, hogy a Zabriskie Point forgatása idején még pályakezdő Harrison Ford is játszott a filmben, ám a jelenetét kivágták. Maga a színész is beszélt erről egyes interjúiban. Az IMDb szerint azonban a sztár mégiscsak látható a film börtönjelenetében, amint háttal támaszkodik a falnak az ajtó mellett. Ennek némileg ellentmond a weboldal azon információja, hogy a szereposztásban Ford szerepét repülőtéri munkásnak tüntetik fel, márpedig repülőtéri jelenetek a film egyéb részeiben vannak.

## Magyar kritikai visszhang
Nemeskürty István – aki már a Nagyítást is elhibázott műnek tartotta – a Mesternek kijáró tisztelet mellett ugyan, de elítélően írt a Zabriskie Pointról is:
„A kérdések tömege tolakszik a néző agyába: ez lenne hát a szabadság? Szeretkezés a sivatagban? Hogyan is állunk az emberöléssel? S ha valaki vállalja, hogy a hatalom képviselőit megöli – (végül is minden forradalomnak vállalnia kell) – miért nem következetes ebben? S ha menekül, miért tölti idejét egy jogtalanul használt repülőgép átfestésével? És ha már egyszer visszatért, hogy mégis megkíséreljen helyet találni magának a gyűlölt társadalomban, melyből korábban önként száműzte magát, miért oly meglepő, hogy lelövik? Valóban, ez a fiú meg ez a lány képviselnék az amerikai kizsákmányolt osztályokat? S ha nem, hol vannak az igazi elnyomottak? Értük küzdenek-e ezek a fiúk meg lányok, ez a Mark meg ez a Daria, vagy egyszerűen csak unják apukájuk kényeztetését meg apró hazugságait? […] Tudálékoskodás lenne Antonionit arra figyelmeztetni, hogy világnézete téves. Még csüggedéséért is tisztelnünk illik az olasz rendezőt, hiszen arról beszél, amit észlel vagy amit észlelni vél. Csüggedésének jeleit már korábbi filmjeiben is megfigyelhettük. A baj tehát nem is ez. A baj az, hogy Antonioni ezúttal a felszínen marad.”

(In: Filmvilág 1971/8, 22–23. oldal)
Nemeskürty kritikájára reagált Bernáth László ugyanazon lap későbbi számában:
„…Antonioni ezekkel a képtelenségeknek látszó, önmagukban azonban racionális, pszichológiailag is indokolható képtelenségekkel éppen jellemezni óhajtotta hőseit. Talán kritikája, bölcsessége is benne van ezekben a képtelenségekben, jelzése annak, hogy mi a gyengéje ennek a »forradalmi« ifjúságnak. […] [Antonioni] azon kevés nyugati rendező közé tartozik, akik az elsők között vették észre, mi a fontos az ifjúsági mozgalmakban, de ő talán elsőként jelzi azt is: hol vannak a mozgalom határai, mik a korlátai. […] Antonioni nyilvánvalóan nem marxista, s a filmben mutatkozó rokonszenve a forradalom iránt valószínűleg ugyancsak tisztázásra szorul. De hogy minden korábbi filmjénél egyértelműbb, progresszívebb társadalmi alapállásról, az eddigieknél sokkal nagyobb közéleti érzékenységgel készítette ezt a filmjét, az majdnem bizonyos. Furcsa, ha éppen most az ellenkezőjét fedeznénk fel benne.”

(In: Filmvilág 1971/10, 26. oldal)

## Szereposztás
| Szerep                                    | Színész           | Magyar hangja (1. szinkron, 1982) |
| ----------------------------------------- | ----------------- | --------------------------------- |
| Mark                                      | Mark Frechette    | Fazekas István                    |
| Daria                                     | Daria Halprin     | Balogh Erika                      |
| Étkezde tulajdonos                        | Philip Baker Hall | Képessy József                    |
| Kathleen                                  | Kathleen Cleaver  | Borbás Gabi                       |
| Morty                                     | Bill Garaway      | Cseke Péter                       |
| Lee Allen                                 | Rod Taylor        | Bitskey Tibor                     |
| Lee társa                                 | G.D. Spradlin     | Szokolay Ottó                     |
| Fegyverboltos                             | Bill Hickman      | Gruber Hugó                       |
| Jimmy, a kávézótulajdonos                 | Paul Fix          | Simon György                      |
| Bell hadnagy                              | Michael L. Davis  | Csurka László                     |
| Reptéri munkás (vagy) letartóztatott diák | Harrison Ford     | néma szerep                       |